# Elena Antoci
Elena Antoci (geb. Buhăianu, geschiedene Iagăr; * 16. Januar 1975 in Brașov) ist eine rumänische Mittelstreckenläuferin.
1999 gewann sie bei der Universiade Bronze über 800 m sowie Gold über 1500 m und wurde bei den Leichtathletik-Weltmeisterschaften in Sevilla Sechste über 1500 m, 2000 schied sie bei den Olympischen Spielen in Sydney über 800 m im Vorlauf aus und erreichte über 1500 m das Halbfinale.
Einem Vorrundenaus über 1500 m bei den Weltmeisterschaften 2001 in Edmonton folgten über dieselbe Distanz die Silbermedaille bei den Leichtathletik-Halleneuropameisterschaften 2002 in Wien und ein sechster Platz bei den Leichtathletik-Hallenweltmeisterschaften 2003 in Birmingham. Bei den Leichtathletik-Europameisterschaften 2002 in München und bei den Olympischen Spielen 2004 in Athen schied sie über 1500 m im Vorlauf aus.
Im Jahr darauf siegte Antoci über 1500 m bei den Halleneuropameisterschaften in Madrid.
2008 wurde sie vom rumänischen Olympiateam suspendiert, nachdem bei einer Dopingkontrolle die A-Probe positiv auf Erythropoietin (EPO) getestet wurde.

## Persönliche Bestzeiten
- 800 m: 1:59,43 min, 13. Juni 2004, Bukarest
  - Halle: 2:02,09 min, 22. Februar 2003, Bukarest
- 1000 m: 2:42,97 min, 9. Juni 2005, Ostrava
- 1500 m: 4:02,90 min, 19. Juli 2002, Monaco
  - Halle: 4:03,09 min, 5. März 2005, Madrid
- 1 Meile: 4:30,62 min, 17. Juli 1999, Nizza
  - Halle: 4:36,08 min, 7. Februar 2003,	New York City (MSG), NY
- 2000 m: 5:49,78 min, 17. Juni 2001, Villeneuve-d'Ascq
  - Halle: 5:55,07 min, 9. Februar 2001,	Chemnitz
- 3000 m: 9:03,3 min, 8. Mai 2008, Craiova
  - Halle: 8:54,16 min, 16. Februar 2008, Bukarest
- 5000 m: 15:00,6 min, 11. Mai 2008, Craiova